# MacOS Monterey
macOS Monterey (version 12) est la 18e version majeure de macOS, le système d'exploitation des Macintosh d'Apple, et succède à macOS Big Sur. Il est annoncé à la conférence des développeurs Apple (WWDC) le 7 juin 2021, et sort en version publique le 25 octobre 2021. macOS Monterey a été suivi par macOS Ventura sorti le 24 octobre 2022.
Le système porte le nom de la baie de Monterey, suivant l'habitude d'Apple de nommer depuis 2013 les versions de macOS d'après des sites californiens (Maverick ; Yosemite ; El Capitan ; Sierra ; High Sierra ; Mojave ; Catalina ; Big Sur).

## Fonctionnalités

### Safari

#### Onglets
Il est possible de choisir entre deux dispositions pour les onglets du navigateur : « Compact » ou « Séparé ».

#### Page de démarrage
Avec macOS Monterey, l'image d'arrière-plan de la page d'accueil de Safari peut se synchroniser avec tous les appareils via iCloud. Pour ce faire, l'option « Utiliser la page de démarrage sur tous les appareils » doit être activée.

### Mode économie d’énergie
Sur les Mac portables, le mode « économie d'énergie » réduit la luminosité de l'écran et la vitesse d'horloge du système afin de prolonger encore plus la durée de vie de la batterie. Ce mode n'est donc pas disponible sur les iMac, iMac Pro, Mac Mini, Mac Pro et Mac Studio puisque ce sont des appareils de bureau qui ne possèdent pas de batterie.

### Contrôle universel
Le contrôle universel permet de contrôler un iPad et un Mac avec une seule souris et un seul clavier pour les deux. Il permet aussi de transférer du contenu très facilement entre les deux appareils.

## Matériel pris en charge
Voir la liste officielle d'Apple sur leur website
macOS Monterey abandonne la prise en charge de divers Mac sortis entre 2013 et 2015,, y compris tous les Mac avec Nvidia. Lors de sa sortie, Monterey prenait en charge les Mac suivants :
- iMac (fin 2015 ou plus tard)
- iMac Pro (2017)
- MacBook (début 2016 ou version ultérieure)
- MacBook Air (début 2015 ou version ultérieure)
- MacBook Pro (Début 2015 ou version ultérieure)
- Mac Mini (fin 2014 ou plus tard)
- Mac Pro (fin 2013 ou version ultérieure)
- Mac Studio (2022)

## Problèmes connus
Les utilisateurs et les développeurs ont signalé ce qui suit :
- ordinateurs portables incapables de démarrer (réparé avec la mise à jour 12.0.1) ;

- incapacité de charger les ordinateurs portables en veille avec MagSafe (résolu avec la mise à jour 12.1) ;

- problème de fuite de mémoire du pointeur de la souris (résolu avec la mise à jour 12.1) ;

- problème audio avec le haut-parleur et la sortie audio qui crépitent et sautent[Quoi ?] ;

- problèmes de connexion d'écrans externes avec n'importe quelle version de Monterey;

- l'entrée hexadécimale Unicode ne fonctionne pas si le numéro de point de code est 0xx0, le premier et le dernier chiffre étant zéro (corrigé dans Ventura 13.3).

## Historique
|  | Version antérieure |  | Version actuelle |

La bêta de macOS Monterey est rendue disponible le 7 juin 2021 après la présentation de la WWDC 2021.
| Version | Build   | Date              |
| ------- | ------- | ----------------- |
| 12.0.1  | 21A559  | 25 octobre 2021   |
| 12.1    | 21C52   | 13 décembre 2021  |
| 12.2    | 21D49   | 27 janvier 2022   |
| 12.2.1  | 21D62   | 10 février 2022   |
| 12.3    | 21E230  | 14 mars 2022      |
| 12.3.1  | 21E258  | 31 mars 2022      |
| 12.4    | 21F79   | 16 mai 2022       |
| 12.5    | 21G72   | 20 juillet 2022   |
| 12.5.1  | 21G83   | 17 août 2022      |
| 12.6    | 21G115  | 12 septembre 2022 |
| 12.6.1  | 21G217  | 24 octobre 2022   |
| 12.6.2  | 21G320  | 13 décembre 2022  |
| 12.6.3  | 21G419  | 23 janvier 2023   |
| 12.6.4  | 21G526  | 27 mars 2023      |
| 12.6.5  | 21G531  | 10 avril 2023     |
| 12.6.6  | 21G646  | 18 mai 2023       |
| 12.6.7  | 21G651  | 21 juin 2023      |
| 12.6.8  | 21G725  | 24 juillet 2023   |
| 12.6.9  | 21G726  | 11 septembre 2023 |
| 12.7    | 21G816  | 21 septembre 2023 |
| 12.7.1  | 21G920  | 25 octobre 2023   |
| 12.7.2  | 21G1974 | 11 décembre 2023  |
| 12.7.3  | 21H1015 | 22 janvier 2024   |
| 12.7.4  | 21H1123 | 7 mars 2024       |
| 12.7.5  | 21H1222 | 13 mai 2024       |
| 12.7.6  | 21H1320 | 29 juillet 2024   |